# Annetta
Pour les articles homonymes, voir Annetta (homonymie).
Annetta est une municipalité américaine du comté de Parker au Texas. Au recensement de 2010, Annetta comptait 1 695 habitants.